# Maypacius curiosus
Maypacius curiosus is een spinnensoort in de taxonomische indeling van de kraamwebspinnen (Pisauridae).
Het dier behoort tot het geslacht Maypacius. De wetenschappelijke naam van de soort werd voor het eerst geldig gepubliceerd in 1975 door Blandin.